# Danh sách phiên bản quốc tế Doraemon
Doraemon là một xê-ri bao gồm các ấn phẩm như truyện tranh, hoạt hình, điện ảnh, trò chơi... được sáng tạo bởi Fujiko F. Fujio. Ra đời từ cuối năm 1969 tại Nhật Bản, xê-ri nhận được các phản hồi tích cực từ độc giả qua các quyển truyện đến năm 1979 truyện được chuyển thể thành phim hoạt hình thành công sang năm 1980 tác giả cho ra mắt tiếp loạt phim điện ảnh và nhiều ấn phẩm về Doraemon khác nhau. Sau đó tác phẩm đã đặt chân ra thế giới và tạo ra những dấu ấn riêng. Đây là danh sách các quốc gia ngoài Nhật Bản ấn hành các tác phẩm về Doraemon. 

## Tổng quan

### Châu Á
| Quốc gia (Vùng)             | Tập truyện xuất bản đầu tiên | Loạt phim hoạt hình được ra mắt | Ngôn ngữ                                                                  | Tên gọi địa phương |
| --------------------------- | --- | --- | ------------------------------------------------------------------------- | --- |
| Hồng Kông                   | Đầu tiên được giới thiệu (叮噹) tại tạp chí thiếu nhi Children's Paradise (兒童樂園) vào năm 1976. Theo Shogakukan, đây là phiên bản Doraemon đầu tiên được ra mắt ngoài Nhật Bản. 45 tập truyện đã được chính thức phát hành vào năm 1992. | 1982 | Quảng Đông                                                                | 多啦A夢 (Đa Lạp A Mộng). Được giới thiệu với tên ban đầu 叮噹 (Đinh Đang). |
| Cộng hòa Nhân dân Trung Hoa | 1989 | Được phát sóng lần đầu trên kênh GDTV (Truyền hình Quảng Đông) vào năm 1989. Tháng 2 năm 1991, phim bắt đầu được phát trên sóng Đài Truyền hình Trung ương Trung Quốc, phát chính trên kênh CCTV-2 và phát lại trên kênh CCTV-1, đến năm 2007 chuyển sang phát trên kênh CCTV-14. Phim cũng từng được phát sóng trên một số đài địa phương của Trung Quốc cho đến tháng 4 năm 2015. | Quan Thoại                                                                | 哆啦A梦 (Duo La A Meng). Trước đó được biết với tên 小叮当 (Xiǎo Dīng Dāng, Tiểu Đinh Đang) ("Chuông nhỏ", chiếc chuông mà Doraemon đeo trên cổ.) hay 机器猫 (Jī Qì Māo) "Mèo máy". |
| Ấn Độ                       | 2005 | Lần đầu tiên được phát sóng vào năm 1991 trên STAR TV với tên 叮噹. Lần đầu tiên được chiếu trên kênh Hungama TV vào ngày 11 tháng 4 năm 2005. Disney Channel Ấn Độ, kênh truyền hình anh em với Hungama TV bắt đầu chiếu lại những tập phim Doraemon lồng tiếng cũ của Hungama TV vào ngày 19 tháng 11 năm 2010. Bộ phim điện ảnh đầu tiên được công chiếu ở Ấn Độ là phim 3D "Nobita and the Steel Troop - The New Age đã được chiếu ở các Rạp Ấn Độ vào ngày 6 tháng 10 năm 2011. Đây là chương trình dành cho thiếu nhi có rating cao nhất ở Ấn Độ hiện tại. Phim cũng đã giành được giải Nicklodeon Kid's Choice Award 2013 ở Ấn Độ vào năm 2013 cho Best Show dành cho thiếu nhi. | Tiếng Hindi và Tiếng Quảng Đông                                           | Doraemon |
| Indonesia                   | Lần đầu tiên dịch và xuất bản vào năm 1994 bởi Elex Media Komputindo | Truyền hình lần đầu vào năm 1991 by RCTI | Tiếng Indonesia                                                           | Doraemon |
| Hàn Quốc                    | 1994 | 2001 | Tiếng Triều Tiên                                                          | 도라에몽 (Đọc như: Doraemong) |
| Malaysia                    | 1993 | 1992 | Tiếng Mã Lai, tiếng Trung (xuất bản)                                      | Doraemon (Malay, phát âm [do.re.mon]), 小叮当 (tiếng Trung) |
| Philippines                 | Doraemon lần đầu tiên được xuất bản bởi JLINE COMICS CENTER và dịch sang tiếng Tagalog vào năm 2007. | 2000 | Tiếng Tagalog, Cebuano, Waray, Hiligaynon, Ilocano, Chavacano và Bicolano | Jaian được biết đến với tên Damulag (nghĩa đen "người to lớn" hay "big kid" trong Filipino). Doraemon được phát âm như "do-REI-mon" theo kiểu tiếng Anh.                            |
| Singapore                   | 1997 | 1992 | Tiếng Trung (xuất bản), Tiếng Anh (công chiếu)                            | 哆啦A梦 (Đa Lạp A Mộng) (tiếng Trung), Doraemon (Mã Lai). Tên Trung Quốc trước đó là 小叮当 cũng được sử dụng.                                                                      |
| Trung Hoa Dân Quốc          | Thập niên 1970 là 小叮噹 (chưa có bản quyền, được giới thiệu sau những lần xuất bản ở Hồng Kông). Có giấy phép xuất bản vào năm 1993. | Được giới thiệu phát sóng lần đầu vào năm 1996 trên Taiwan Television, sau đó là Chinese Television System | Tiếng Quan Thoại                                                          | 哆啦A夢 (Đa Lạp A Mộng). Trước đó được biết đến là 小叮噹 (Tiểu Đinh Đang). |
| Thái Lan                    | Thập niên 1970 (chưa có bản quyền) 1994 (có bản quyền) | 1982 | Tiếng Thái                                                                | โดราเอมอน, โดเรมอน |
| Việt Nam                    | 1992 (chưa có bản quyền) 1996 (có bản quyền) 2010 (về lại bản quyền gốc) | phim ngắn: 2000 (VTV1) phim ngắn: 2010, 2014-nay;phim dài: Thường xuyên phát sóng từ tháng 12 năm 2012 trở đi (HTV3) | Tiếng Việt                                                                | Đôrêmon (1992–2010) Doraemon (2010-nay) |
| Bangladesh                  | Manga chưa ra mắt - chỉ Anime. | Chiếu lần đầu tiên trên Asian TV vào tháng 4 năm 2014. Và những tập phim Doraemon cũ được lồng tiếng bởi Asian TV. |                                                                           | |
| Campuchia                   | (chưa rõ.) | Chiếu vào năm 2014 trên TV3 Asia | tiếng Khmer                                                               | |
| Lào                         | (không rõ) | (không rõ) | Tiếng Lào                                                                 | |

### Châu Âu
| Quốc gia       | Xuất bản đầu tiên | Công chiếu đầu tiên |
| -------------- | ----------------- | --- |
| Cộng hòa Síp   | 1994              | |
| Pháp           |                   | 2003 bởi Fox Kids Lưu trữ ngày 17 tháng 3 năm 2008 tại Wayback Machine                                                                                         |
| Bồ Đào Nha     |                   | Thỉnh thoảng vào thập niên 1990, Doraemon (Canal Panda trong tiếng Tây Ban Nha) được công chiếu cùng với lời thuyết minh và kênh RTP1 đã lồng tiếng Bồ Đào Nha |
| Ý              | 2005              | 1982 |
| Nga            |                   | 1990 với Japan Foundation |
| Tây Ban Nha    | 1994              | 1993 bởi Euskal Telebista, Canal Sur, TVG và kênh tư nhân (FORTA) sau đó vào năm 1998 bởi TVE-2. Và bây giờ phim vẫn đang được chiếu trên kênh tư nhân FORTA.  |
| Ba Lan         |                   | 2014 trên Disney XD Ba Lan. |
| Thổ Nhĩ Kỳ     |                   | 2014 bởi Disney Channel Thổ Nhĩ Kỳ |
| Vương quốc Anh |                   | 17 tháng 8 năm 2015 trên Boomerang (UK & Ireland). |

- Tại Ý, có một vài bài hát về Doraemon như DORAEMON gatto spaziale (Doraemon chú mèo vũ trụ) do Oliver Onions trình bày và "A me mi piacerebbe un robot che farebbe i compiti miei" (Tôi muốn có một robot để làm bài tập với những lỗi ngữ pháp) do Nora Orlandi trình bày.
- Tại Tây Ban Nha, Doraemon được dịch ra nhiều thứ tiếng kể cả tiếng Basque, Catalan, Galicia và tiếng Tây Ban Nha. Bộ phim Doraemon lần đầu tiên được chiếu trên truyền hình vào năm 2000.

### Trung Đông
Loạt phim truyền hình Doraemon đã được công chiếu từ năm 1995 khoảng một vài năm trên một số kênh truyền hình. Tuy nhiên, do nhiều nguyên nhân, nó đã không trở nên không quá phổ biến, ngoại trừ việc xuất hiện những otaku địa phương - những người cảm thấy thích thú với Nhật Bản.
Doraemon tiếng Ả Rập: ("Abqoor" عبقور, nghĩa là mini Brilliant). 
- Algeri
- Libya
- Oman
- Qatar
- Ả Rập Xê út
- Tunisia
- Các Tiểu vương quốc Ả Rập Thống nhất

### Bắc Mỹ
| Quốc gia | Truyện xuất bản lần đầu                         | Phim trình chiếu lần đầu |
| -------- | ----------------------------------------------- | --- |
| Canada   | (chưa rõ)                                       | (chưa rõ) |
| Hoa Kỳ   | 23 tháng 11 năm 2013 qua thiết bị Amazon Kindle | Ngày 7 tháng 7 năm 2014 trên Disney XD                                                                                           |
| México   | (chưa rõ)                                       | 1981 và 1982 trên kênh Canal 5 (Televisa Network) và cũng trên kênh này lần nữa trong khoảng thời gian từ năm 2000 đến năm 2001. |

Tại Bắc Mỹ, Viz Media là nhà xuất bản có bản quyền chính. Trước đó, một trang web Doraemon, nơi có thể xem những phần của "cuộc trình diễn" phim trên đó. Tuy nhiên, giống như tất cả những tác phẩm khác của Fujiko Fujio, nó chưa bao giờ ra mắt bằng tiếng Anh. Cho đến khi một công ty được biết đến với tên Viz Communications có kế hoạch xuất bản truyện tranh bằng tiếng Anh vào đầu thập niên 1990, nhưng vì lượng khán giả yêu thích tranh truyện hài còn chưa phát triển, sự khác biệt về ngôn ngữ và văn hóa,... bản quyền đã bị bỏ dở.
Vào ngày 14 tháng 11 năm 2008, Viz đã trình chiếu phim Chú khủng long của Nobita 2006 trong phiên bản gốc Nhật kèm phụ đề tiếng Anh tại Washington D.C., ghi dấu sự xuất hiện của Doraemon tại Hoa Kỳ.

### Nam Mỹ
Tại một số quốc gia Mĩ Latinh, những cuộc trình diễn được gọi là El Gato Cósmico (The Cosmic Cat, tạm dịch: Chú mèo vũ trụ) và Doraemon mang tên Cósmico (Cosmic), nhưng đôi khi vẫn được gọi là Doraemon.
Doraemon vẫn được công chiếu cho đến hiện tại ở:
- Argentina
- Chile
- Costa Rica
- Cộng hòa Dominica
- Colombia dưới tiêu đề Gato Cósmico đặt trong tiếng Tây Ban Nha ở México.
- Ecuador công chiếu bởi Ecuavisa

Doraemon đã được công chiếu một vài năm kể từ năm 1982 tại:
- Brasil
- Bolivia
- Panama
- Puerto Rico
- Venezuela.

### Châu Đại dương
| Quốc gia  | Xuất bản lần đầu tiên | Phát sóng lần đầu tiên               |
| --------- | --------------------- | ------------------------------------ |
| Australia | (không rõ)            | 26 tháng 1 năm 2015 trên Network Ten |

## Truyền hình quốc tế
Dưới đây là các kênh truyền hình đã phát sóng phim Doraemon thuộc giai đoạn 1979 - 2005:
| Kênh                                   | Quốc gia và vùng lãnh thổ | Kênh | Quốc gia và vùng lãnh thổ |
| -------------------------------------- | ------------------------- | --- | ------------------------- |
| Canal 2 Andalucía                      | Andalusia (Tây Ban Nha)   | RTÉ Two | Cộng hòa Ireland          |
| ITV, Boomerang                         | Vương quốc Anh            | Jetix | Israel                    |
| Hungama TV, Disney Channel             | Ấn Độ                     | Telemadrid | Madrid (Tây Ban Nha)      |
| Polsat, TV4, Jetix                     | Ba Lan                    | Ntv7 (2002-2008), RTM1 | Malaysia                  |
| ETB 1                                  | Xứ Basque (Tây Ban Nha)   | Cartoon Network và Canal 5 | México                    |
| RTP 1, Canal Panda, Cartoon Network    | Bồ Đào Nha                | TV2, Jetix | Na Uy                     |
| Rede Manchete                          | Brasil                    | Red Global | Peru                      |
| C33                                    | Catalonia (Tây Ban Nha)   | M6, Fox Kids | Pháp                      |
| Kênh 13 (1983-1988) Chilevisión (2000) | Chile                     | GMA Network | Philippines               |
| Canal Caracol                          | Colombia                  | Channel 8 | Singapore                 |
| Telesistema 11                         | Cộng hòa Dominicana       | MCOT | Thái Lan                  |
| CTS                                    | Đài Loan                  | TV4, Jetix | Thụy Điển                 |
| Ecuavisa                               | Ecuador                   | MBC | Trung Đông                |
| TVG                                    | Galicia (Tây Ban Nha)     | Đài Truyền hình Quảng Đông(1989-2015) CCTV-1 và CCTV-2 (9 tháng 2 năm 1991-tháng 1 năm 1993)CCTV-6 (đối với một số phim điện ảnh) CCTV-14 (2007-2008) Kaku Kids TV (Đài Truyền hình Bắc Kinh) (2004-2015) Aniworld (Đài Truyền hình Hồ Nam) (2004-2015) Youman Cartoon (Đài Truyền hình Giang Tô) và Toonmax (Đài Truyền hình Thượng Hải) và một số đài địa phương (thập niên 1990 và 2000) | Trung Quốc                |
| Jetix                                  | Hà Lan                    | Cartoon Network/Toonami | Úc                        |
| ChampTV, AnioneTV                      | Hàn Quốc                  | TVV (Canal 9 và Punt 2) | Valencia (Tây Ban Nha)    |
| TVB Jade, TVB J2                       | Hồng Kông                 | VTC1 (2007?-2008), VTV1 (2000), HTV3 (2010-2015) | Việt Nam                  |
| RCTI                                   | Indonesia                 | Junior TV, Italia1, Boing | Ý                         |
| Disney XD                              | Ba Lan                    | Disney Channel | Thổ Nhĩ Kỳ                |

## Phản hồi
Với các đóng góp cho ngành Giáo dục Việt Nam, bộ truyện được trao giải Chiến sĩ Văn hóa vào năm 1996. Tại Ấn Độ, phim hoạt hình được nhận giải Giải Bình chọn Thiếu nhi Nickelodeon Ấn Độ (en) với hạng mục Phim hoạt hình dành cho thiếu nhi xuất sắc nhất vào năm 2013 và năm 2015. Năm 2014, phim Stand by Me Doraemon - Đôi bạn thân được ra rạp tại Trung Quốc đại lục sau ba năm ngưng chiếu vì mâu thuẫn đảo Senkaku/Điếu Ngư giữa Nhật Bản/Trung Quốc và phim đã phá vỡ nhiều kỉ lục phòng vé.
Thậm chí giáo sư Noriyuki Kawamura cho rằng phim có thể sẽ giúp người dân Đại lục có cái nhìn tích cực về Nhật Bản.